# Viktorija Kalinina
Viktorija Viktorovna Kalinina (russisk: Виктория Викторовна Калинина; født 8. December 1988 i Krasnodar, Rusland) er en russisk håndboldspiller som spiller for Rostov-Don og Ruslands kvindehåndboldlandshold.
Hun var med til at vinde guld for Rusland ved Sommer-OL 2016 i Rio de Janeiro. Hun var ligeledes, med til at vinde OL-sølv i håndbold for Rusland, ved Sommer-OL 2020 i Tokyo, efter finalenederlag mod Frankrig, med cifrene 25–30.